# Parafia św. Wincentego Pallottiego w Warszawie
Parafia św. Wincentego Pallottiego w Warszawie – parafia rzymskokatolicka należąca do dekanatu grochowskiego, diecezji warszawsko-praskiej, metropolii warszawskiej Kościoła katolickiego, w Warszawie. W parafii posługę duszpasterską pełnią księża pallotyni. 

## Kościół parafialny

### Kościół Chrystusa Króla Pokoju w Warszawie
Na początku XX w. w Warszawie przy ul. Skaryszewskiej 12 został zbudowany kościół mariawicki Przenajświętszego Sakramentu. Z czasem mariawici, nie będąc w stanie utrzymać świątyni, sprzedali ją na magazyn budowlany. 25 marca 1927 pallotyni odkupili obiekt i założyli dom Stowarzyszenia. 30 kwietnia 1927 poświęcił go bp Stanisław Gall.
Kościół poważnie ucierpiał w 1939 i ówczesny rektor - ks. Józef Szykowski natychmiast przystąpił do odbudowy. Na bazie wcześniejszych fundamentów znacznie powiększył kościół według projektu inż. Stanisława Marzyńskiego. Poświęcenia kościoła dokonano w listopadzie 1941, a w czasie wojny wnętrze wzbogaciło się m.in. o obraz Chrystusa Króla autorstwa Adama Styki.
W 1980 postanowiono obiekt rozebrać pozostawiając jedynie wieżę i fronton starego kościoła. Dzięki temu świątynia została rozbudowana z zachowaniem historycznego wejścia. W 1985 zbudowano nowy kościół na planie ośmiokąta.
Obok kościoła wybudowano budynek mieszkalny i klasztorny, w którym mieści się obecnie siedziba pallotyńskiego Zarządu Prowincjalnego Prowincji Chrystusa Króla.

#### Obraz Chrystusa Króla
Na krótko przed wybuchem powstania warszawskiego księża pallotyni złożyli zamówienie na obraz Chrystusa Króla. Miał go namalować 54-letni wówczas Adam Styka pochodzący z rodziny malarzy. Jego ojciec Jan, student z pracowni Matejki, batalista, jest najbardziej znany jako współtwórca (wraz z Wojciechem Kossakiem) Panoramy Racławickiej. Uprawiał również malarstwo religijne. Przygotowując się do namalowania wizerunku Chrystusa, długo rozczytywał się w Ewangelii, rozmyślał i nie mógł znaleźć odpowiedniej koncepcji. Te wahania przerwał osobisty dramat twórcy: jego syn został aresztowany przez Niemców. Tragiczne doświadczenie stało się bodźcem do pracy. Obraz wkrótce był gotowy. Chrystus został ukazany na obrazie w momencie przemienienia na górze Tabor. Stąd obecność po obu Jego stronach proroka Eliasza i Mojżesza. Pierwszy z nich kieruje wzrok ku Zbawicielowi, drugi składa głowę na Jego piersi. Poza tym kompozycja odbiega od znanych schematów. Nadnaturalnej wielkości postać Jezusa w ujęciu trzy czwarte wypełnia całą przestrzeń płótna. Chrystus w złotej koronie cierniowej wznosi prawą rękę w geście Pantokratora. Mimo potęgi i majestatu tego typu przedstawienia, jest On tutaj nie tylko Władcą, ale i Sługą. Świadczą o tym obrócone ku górze oczy Zbawiciela oddanego żarliwej modlitwie. Łatwo się domyślić, z jaką prośbą się zwraca do Boga Ojca: opuszczone w lewej Jego ręce berło osłania trzymaną na kolanach kulę ziemską, ogarniętą w tamtym czasie wojną.
Obraz przez pewien czas był wystawiony w witrynie jednego ze sklepów przy Nowym Świecie. Życzeniem Styki było, by warszawiacy mogli uczestniczyć w jego osobistym przeżyciu. Liczni przechodnie zatrzymywali się przed oknem wystawowym, by odczytywać religijną i patriotyczną symbolikę sceny. Pełni uznania dla piękna przedstawienia mówili: „Chrystus odwraca się plecami do kraju najeźdźców, a swoim berłem osłania Polskę”. Obraz budził nadzieję na zwycięstwo i wiarę w Opatrzność Bożą.
Przez długi czas obraz nie mógł znaleźć dla siebie spokojnego miejsca. Zagrożony wojną został wyjęty z ram, zwinięty w rulon i wywieziony do Jabłonny. Wrócił stamtąd po upadku powstania, by zawisnąć wreszcie w ołtarzu głównym kościoła na Skaryszewskiej, który nosi wezwanie Chrystusa Króla Pokoju.
Adam Styka osiadł po wojnie w Stanach Zjednoczonych, skąd nigdy nie powrócił. Zmarł na obczyźnie w 1959. Jego dzieło, nie tracąc w swojej wymowie na aktualności, może służyć wielu sercom ku ich duchowemu pokrzepieniu.
14 stycznia 2007 ok. godz. 7.30 na skutek zwarcia instalacji elektrycznej zapaliła się dekoracja bożonarodzeniowa w prezbiterium kościoła. Ogień błyskawicznie przeniósł się na obraz. Pomimo natychmiastowej interwencji zgromadzonych malowidło doszczętnie spłonęło.
Już tydzień po pożarze kościół był odmalowany a w odrestaurowanych ramach zawisła reprodukcja obrazu. Następnie zlecono Krzysztofowi Antoniemu Kudelskiemu namalowanie kopii obrazu.
Nowy obraz został poświęcony 25 listopada 2007 w Uroczystość Chrystusa Króla. Poświęcenia dokonał ks. nuncjusz abp Józef Kowalczyk.

## Proboszczowie
- 1986–2006 ks. dr hab. Edmund Robek SAC
- 2006–2010 ks. dr Jacek Smyk SAC
- 2010–2018 ks. Tomasz Zaczkiewicz SAC
- 2018 - 2024 ks. dr Józef Marcin Gontarz SAC
- Od 2024 ks. Sławomir Radulski SAC